# Elise Hwasser

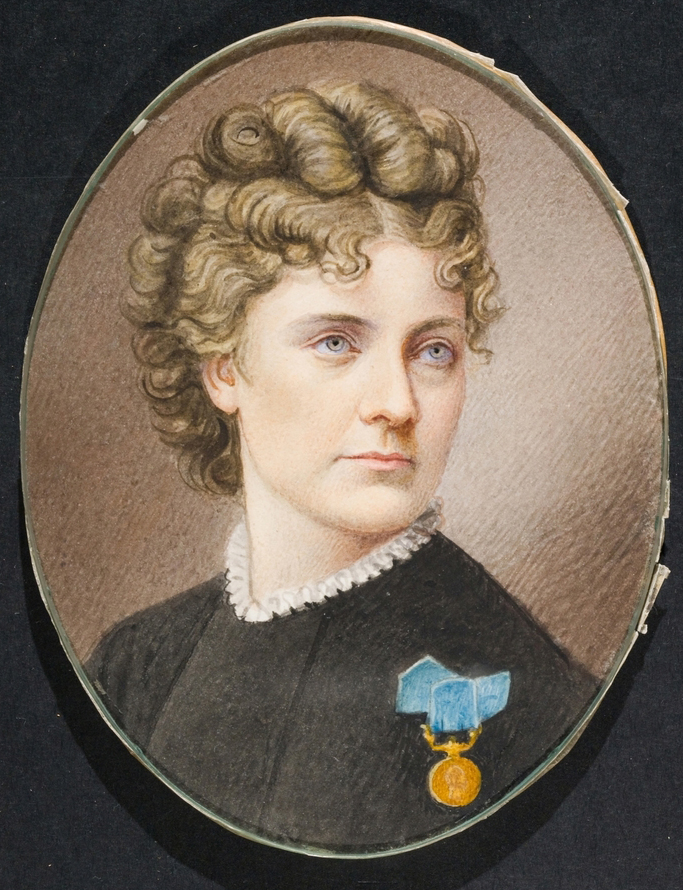
Elise Hwasser, Miniatur von Elise Arnberg, 1850er Jahre

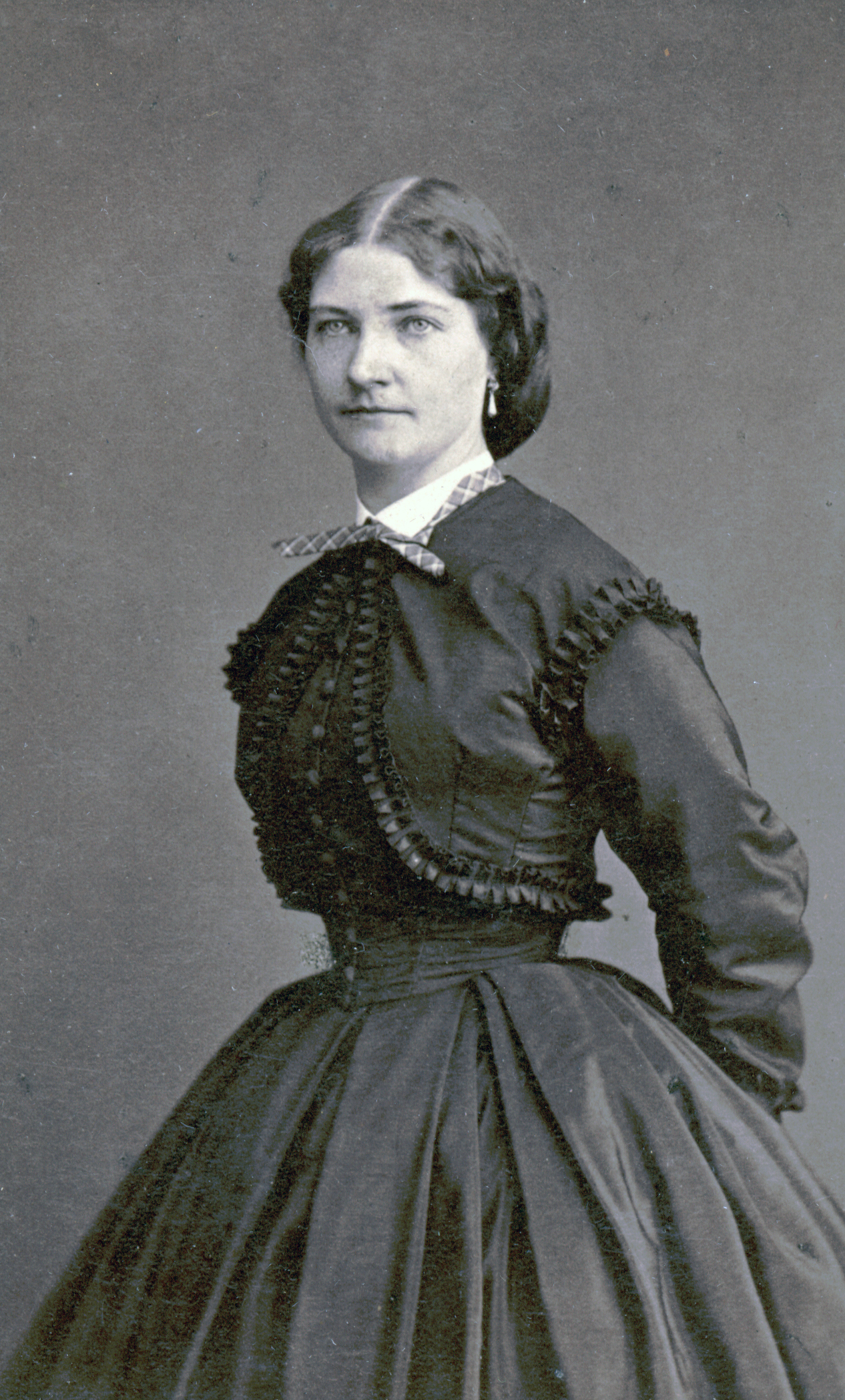
Elise Hwasser. Fotografie, 1866

Ebba Charlotta Elisa (Elise) Hwasser, geborene Jacobsson (* 16. März 1831 in Stockholm; † 28. Januar 1894 in Villa Västråt in Fiskebäckskil auf Skaftö), war eine schwedische Schauspielerin.

## Leben
Elise Hwasser stammte aus ärmlichen Verhältnissen. 1849 wurde sie als Studentin am Königlichen Dramatischen Theater aufgenommen und war dort von 1850 bis 1888 als Schauspielerin tätig, ab 1853 als Premierenschauspielerin und ab 1863 mit einem Engagement auf Lebenszeit. Im Jahr 1854 war sie kurzzeitig mit einem Kaufmann verlobt, entschied sich aber für die Schauspielerei.
1858 heiratete sie den Sekretär des Königlichen Dramatischen Theaters, Daniel Hwasser (1817–1871). Im folgenden Jahr wurde ihr Mann zum Direktor des Theaters ernannt. Er stand dem späteren König Karl XV. aus der gemeinsamen Studienzeit in Uppsala nahe und nach ihrer Heirat wurde auch Elise Hwasser Teil des inoffiziellen Gefolges des Königspaares, was ihren ungewöhnlichen sozialen Aufstieg beförderte. Die Rolle ihres Mannes im Theater stärkte vermutlich ihre Stellung dort. Außerdem gehörte sie zu den wenigen bürgerlichen Frauen, die ihren Beruf trotz ihrer Ehe weiter ausüben konnten.
Elise Hwasser war eine angesehene und vielseitige Schauspielerin, die eine realistische Darstellung entwickelte. Schon bei ihren ersten Auftritten wurde sie sehr geschätzt. Zunächst wurde sie viel im Bereich der Ingénue eingesetzt, wo sie 1850 als „Marie“ in La petite cousine von Théodore Barrière debütierte und noch in den 1870er Jahren in Nanna Börjessons in der Titelrolle von Fröken Elisabeth und als „Genéviéve“ in Édouard Cadols Komödie  Les Inutiles ("De onyttiga") Erfolg hatte. Neben solch liebenswerten, naiven oder verwöhnten jungen Mädchen spielte sie lange Zeit die dramatischen Hauptrollen wie Shakespeares „Ophelia“, „Desdemona“ oder „Julia“, Schillers „Maria Stuart“ oder Thekla Wallenstein, Goethes „Klara“ in Egmont.
Berühmt wurde sie durch ihre Rollen in Theateradaptionen von populären Romanen in den 1850er und 1860er Jahren, wie Jane Eyre von Charlotte Brontë, „Fanchon“ in Syrsan von George Sand, die Titelrolle der Lady von Worsley-Hall von Charlotte Birch-Pfeiffer oder „Marguerite Laroque“ in Le roman d'un jeune homme pauvre von Octave Feuillet. Neben diesen weniger anspruchsvollen Aufgaben spielte sie in diesen Jahren aber auch in diversen Tragödien, wie der „Myrrha“ in Byrons Sardanapalus, „Hermione“ in Ein Wintermärchen und „Kleopatra“ in Antonius und Cleopatra von Shakespeare, „Thusnelda“ in Der Fechter von Ravenna von Friedrich Halm oder die Titelrolle in Henrik Ibsens Fru Inger til Østeraad.
Ihren künstlerischen Höhepunkt erreichte Hwasser in ihren späteren Jahren in Rollen, die ihre beiden früheren Typen verschmolzen: ältere Charakterrollen in ernsten bürgerlichen Dramen, wie die der Gräfin Danischeff im gleichnamigen Stück von Pierre Newsky oder „Löna Hessel“ in Säulen der Gesellschaft und „Frau Alving“ in Gespenster von Henrik Ibsen.
Ihr Repertoire war breit und sie spielte um die 150 Rollen, darunter „Königin Anne“ in Eugène Scribes Das Glas Wasser, „Puck“ in Shakespeares Ein Sommernachtstraum, Maria Stuart in Schottland und weitere Stücke von Bjørnstjerne Bjørnson oder die Titelrolle von Henrik Ibsens Nora oder Ein Puppenheim.
Hinzu kommen, in Anbetracht der Art der Rolle, ihre hervorragende Darstellung der A Glass of Water und der Baronin de Mantes in The Overture is Best.
Als das Königliche Dramatische Theater 1888 von einem königlichen Theater in ein von einer Schauspielervereinigung betriebenes Theater umgewandelt wurde, gab Elise Hwasser die Schauspielerei auf. Sie verbrachte die restlichen Jahre ihres Lebens in Fiskebäckskil an der schwedischen Westküste. Ihr Haus nannte sie Vestråt – eine Anspielung auf die Titelrolle in Ibsens Fru Inger til Østeraad, die ihre Lieblingsrolle gewesen war.
Elise Hwasser starb im Jahr 1894. Sie ist neben ihrem Mann auf dem Norra begravningsplatsen in Solna begraben. Ihre Tochter Anna Lisa Hwasser-Engelbrecht wurde ebenfalls Schauspielerin.

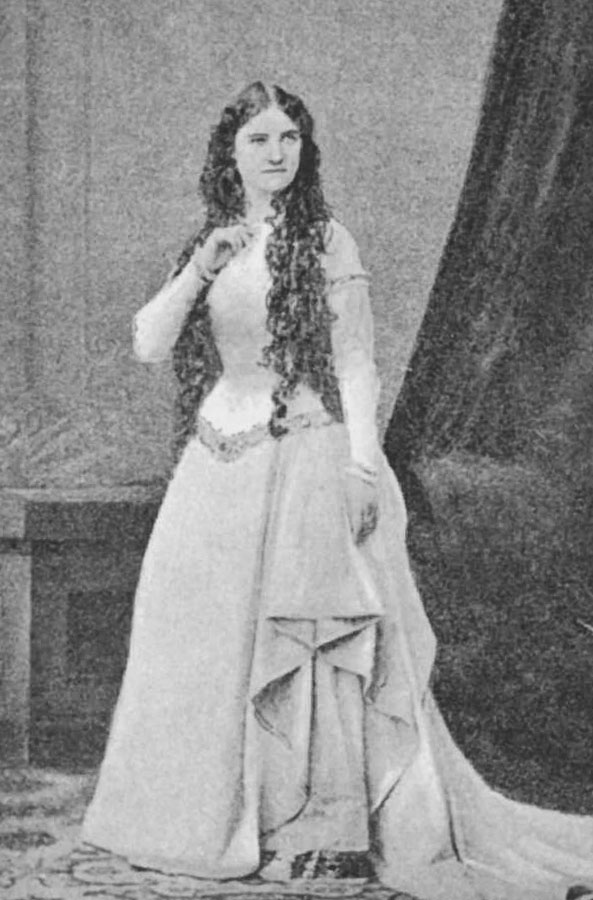
Als „Sigrid, die Schöne“ (Sigrid den fagra, † 1289) in der Romanze Bröllopet på Ulfåsa („Die Hochzeit in Ulvåsa“) von Frans Hedberg
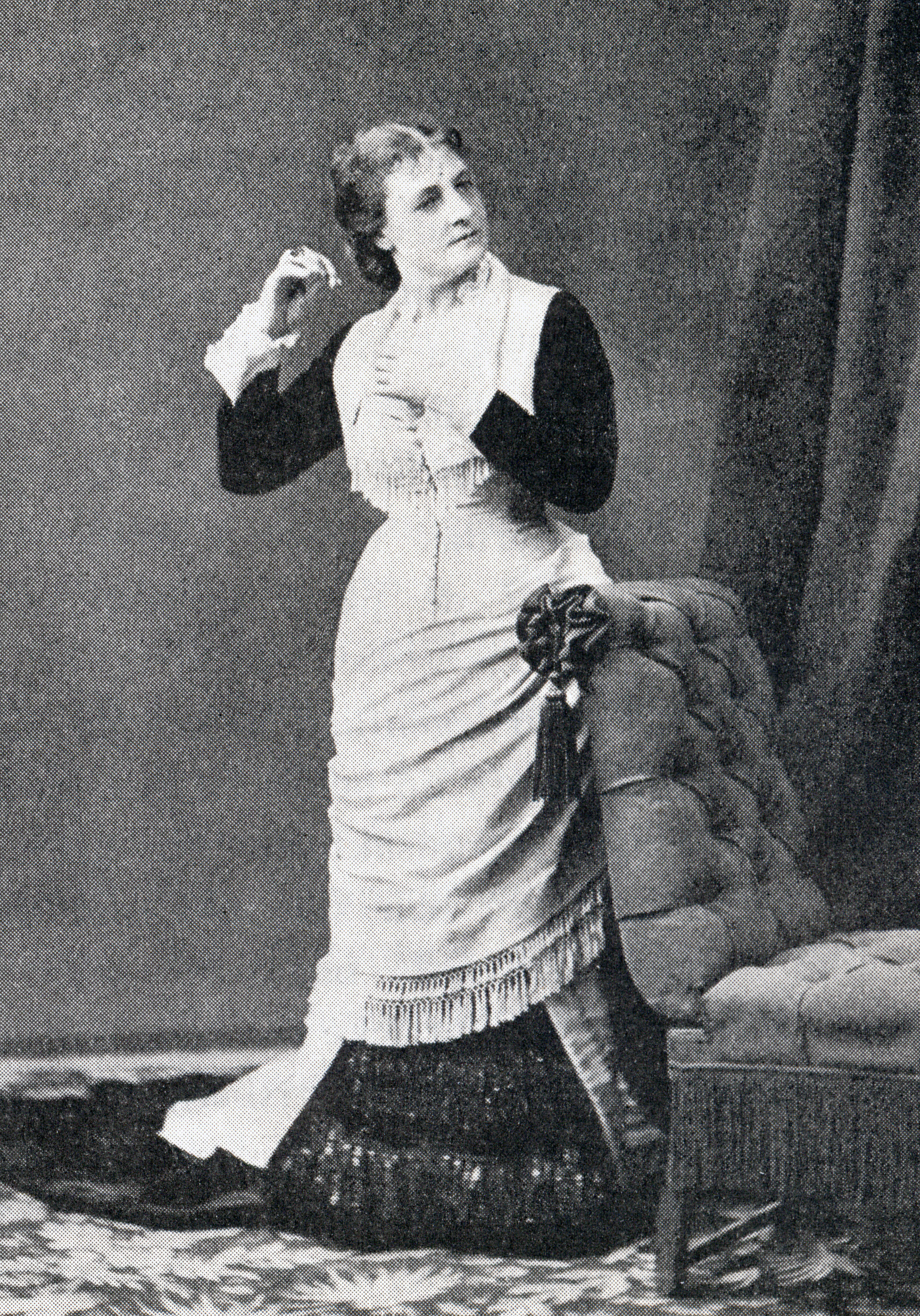
In der Titelrolle von Henrik Ibsens Nora oder Ein Puppenheim, 1880
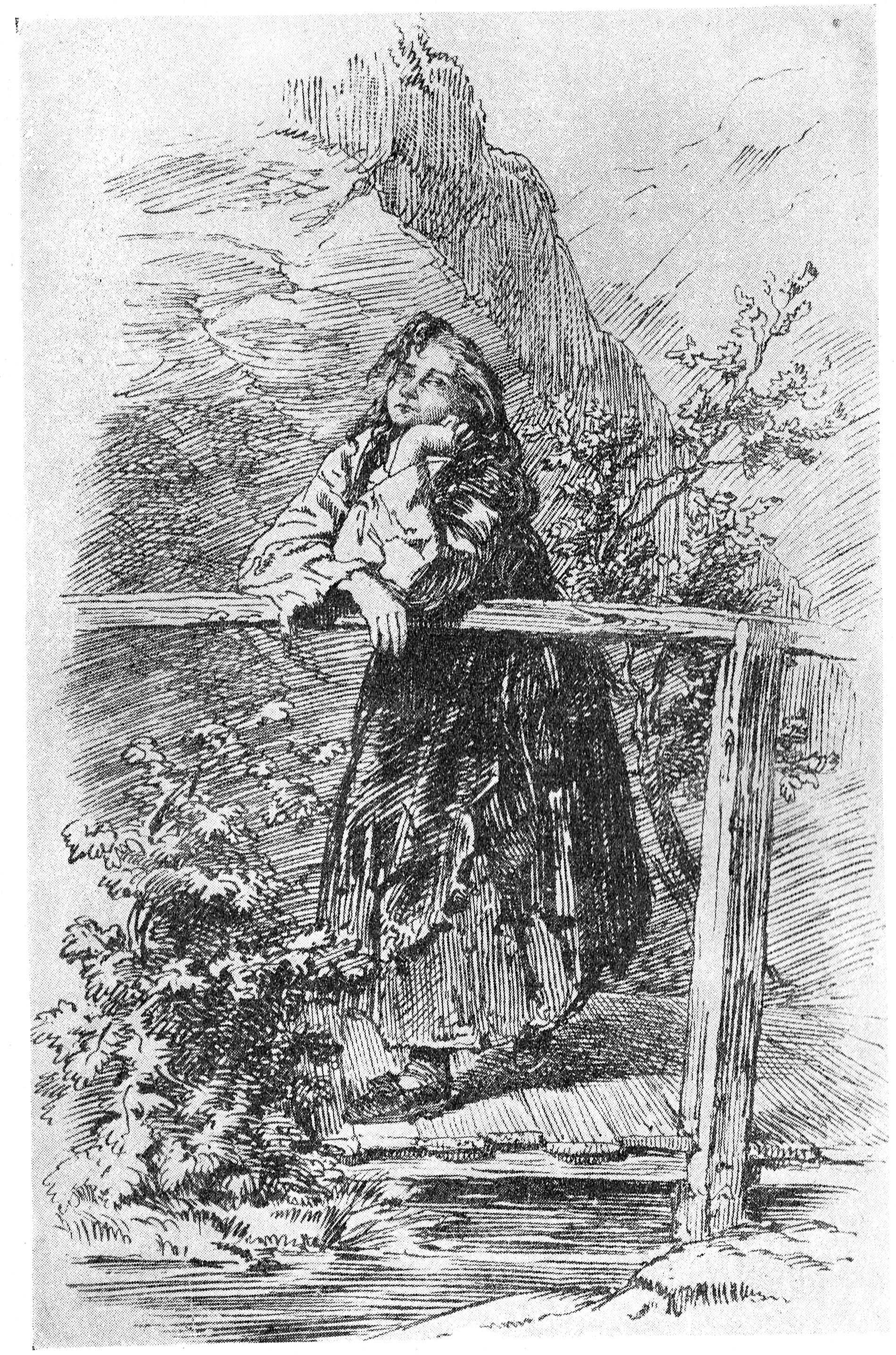
Als „Fanchon“ in Syrsan, einer Dramatisierung des gleichnamigen Romans von George Sand